# イパネマの娘 (アントニオ・カルロス・ジョビンのアルバム)
『イパネマの娘』（いぱねまのむすめ、原題：The Composer of Desafinado, Plays）は、ブラジル人ミュージシャン、アントニオ・カルロス・ジョビンが1963年に録音・発表した初のスタジオ・アルバム。

## 背景
ジョビンが過去に作ってきた曲をインストゥルメンタルとして演奏した内容である。「平和な愛」は、本作のジャケットやクレジットでは「O Morro」と誤記されているが、正しい原題は「Amor em Paz」という。アメリカのヴァーヴ・レコードによる企画で、ジョビンは本作に先行して、スタン・ゲッツとジョアン・ジルベルトが連名で1963年3月に録音したヴァーヴ盤『ゲッツ/ジルベルト』でもピアノを弾いている。

## 評価
リチャード・S・ギネルはオールミュージックにおいて5点満点中4.5点を付け「ここに収録されたジョビンの1ダースの曲は、どれもスタンダード・ナンバーとなる運命なのだから、驚くべき打率である」と評している。
2001年にはラテン・グラミーの殿堂入りを果たした。『ローリング・ストーン・ブラジル』誌が選出した「ブラジル音楽の偉大なアルバム100」では58位にランク・イン。

## 収録曲
特記なき楽曲はアントニオ・カルロス・ジョビンとヴィニシウス・ヂ・モライスの共作。
1. イパネマの娘 - "The Girl from Ipanema" - 2:43
2. 平和な愛 - "O Morro" - 3:37
3. おいしい水 - "Agua de Beber" - 2:51
4. 夢見る人 - "Dreamer (Vivo Sonhando)" (Antônio Carlos Jobim) - 2:37
5. ファヴェラ - "Favela (O Morro Não Tem Vez)" - 3:22
6. お馬鹿さん - "Insensatez" - 2:56
7. コルコヴァード - "Corcovado" (Jobim) - 2:27
8. ワン・ノート・サンバ - "One Note Samba" (Jobim, Newton Mendonça) - 2:17
9. メディテーション - "Meditation" (Jobim, Mendonça) - 3:16
10. ジャズ・サンバ - "Jazz Samba (Só Danço Samba)" - 2:22
11. ノー・モア・ブルース - "Chega de Saudade" - 4:21
12. デサフィナード - "Desafinado" (Jobim, Mendonça) - 2:46

## 参加ミュージシャン
- アントニオ・カルロス・ジョビン - ピアノ、ギター
- クラウス・オガーマン - ストリングス・アレンジ、指揮
- レオ・ライト - フルート
- ジミー・クリーブランド - トロンボーン
- ジョージ・デュヴィヴィエ - ベース
- エヂソン・マシャード - ドラムス